# Roberto Rossellini
Pour les articles homonymes, voir Rossellini.
Roberto Rossellini [roˈbɛrto rosseˈliːni], né le 8 mai 1906 à Rome et mort dans la même ville le 3 juin 1977, est un réalisateur italien de cinéma et de télévision.
Il est l'un des réalisateurs les plus importants de l'histoire du cinéma italien, qu'il a contribué à faire connaître au monde entier avec des films tels que Rome, ville ouverte (1945), Païsa (1946) et Allemagne année zéro (1948), faisant de lui l'un des pères du néoréalisme. Très vite remarqué par l'équipe de critiques des Cahiers du cinéma, il a également une influence déterminante sur la Nouvelle Vague française, et il co-scénarise notamment Les Carabiniers (1963) de Jean-Luc Godard. Mais il se fait surtout connaître du grand public par ses films mettant en vedette son épouse Ingrid Bergman tels que Stromboli (1950), Europe 51 (1952), Voyage en Italie (1954), La Peur (1954) et Jeanne au bûcher (1954). Durant les années 1960 et 1970, il se distingue par ses nombreux documentaires à la télévision, notamment en réalisant la reconstitution historique La Prise de pouvoir par Louis XIV (1966) pour l'ORTF ou la série Les Philosophes et ses portraits de Socrate (1971), Pascal (1972), Augustin (1972) et Descartes (1974). Son dernier téléfilm après son épopée biblique Le Messie (1976) s'intitule Le Centre Georges Pompidou, un documentaire sur la fondation du célèbre musée parisien en 1977.
Au cours de sa carrière, il a remporté certains des prix cinématographiques les plus importants, notamment la Palme d'or au Festival de Cannes, le Lion d'or à la Mostra de Venise et cinq Rubans d'argent ; il a également été nommé aux Oscars. Des réalisateurs comme François Truffaut ou Martin Scorsese ont affirmé à plusieurs reprises avoir été influencés par le cinéma de Rossellini et le considérer comme un maestro,. Otto Preminger s'est laissé dire que « l'histoire du cinéma se divise en deux époques : l'une avant et l'autre après Rome, ville ouverte » et Jacques Rivette déclare quant à lui qu' « avec la sortie de Voyage en Italie, tous les films ont subitement vieilli de dix ans...».

## Biographie

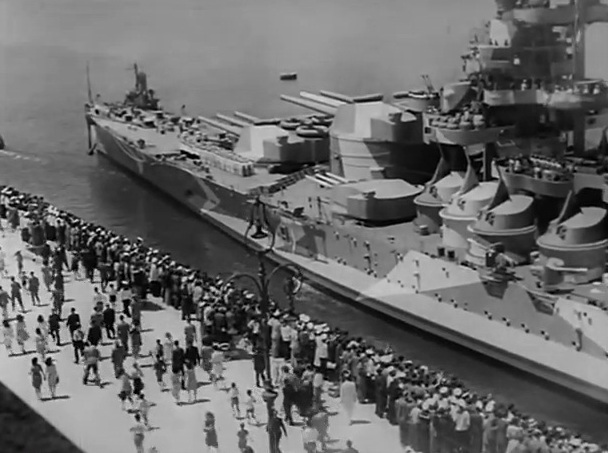
Une scène du Navire blanc (1941), premier long métrage de Rossellini et premier volet de la Trilogie fasciste.

Issu d’une famille bourgeoise habitant Rome, Roberto Gastone Zeffiro Rossellini a vécu dans la demeure paternelle dans une atmosphère artistique, musicale et culturelle. Le père de Roberto, Angiolo Giuseppe Rossellini, dit Peppino Rossellini, était un entrepreneur en bâtiment bien connu de la capitale, bénéficiant de la fortune et de l'appui d'un oncle entrepreneur, Roberto Zeffiro Rossellini. La mère de Roberto est la femme au foyer Elettra Bellan, originaire de Porto Viro dans la province de Rovigo et d'origine partiellement française, issue d'immigrants arrivés en Italie pendant les guerres napoléoniennes. Fils aîné, il passe son adolescence avec son frère Renzo et ses sœurs Marcella et Micaela dans des cercles libéraux et cultivés. Il habitait sur la Via Ludovisi, où Benito Mussolini avait son premier hôtel romain en 1922, lorsque le fascisme a pris le pouvoir en Italie. Il fréquente le lycée Tasso puis Nazareno.

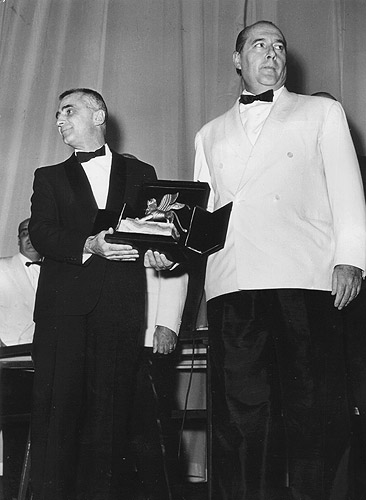
Mario Monicelli et Roberto Rossellini à la Mostra de Venise 1955.

Le père de Rossellini construit la première salle de cinéma de Rome, le Barberini (en pratique, une salle où l'on pouvait projeter des films), autorisant Roberto à assister librement à de nombreuses séances ; Rossellini commence donc à fréquenter le cinéma dès son plus jeune âge. Au décès de son père, il se met à travailler comme monteur et, pendant un certain temps, il exerce accessoirement tous les métiers liés à la création d'un film, gagnant de la compétence dans chaque domaine.
En 1936, il épouse Marcella De Marchis, décoratrice et costumière, avec laquelle il collaborera longtemps, même après la rupture du mariage. De cette union naît Romano (mort d'une appendicite en 1946 alors qu'il n'a que 9 ans, son père lui a dédié Allemagne année zéro) puis en 1941 son fils Renzo, né en 1941 qui devint assistant réalisateur, puis réalisateur et travailla souvent avec son père.
Les premières réalisations de Rossellini furent des courts-métrages : en 1936, Daphne, puis, en 1938, Prélude à l'Après-midi d'un faune, qui fut interdit par la censure pour impudicité, et en 1939, Fantaisie sous-marine (Fantasia Sottomarina). En 1938, il assiste Goffredo Alessandrini pour le scénario de Luciano Serra, pilote qui obtint la Coupe Mussolini pour le meilleur film italien à la Mostra de Venise et fut l’un des films italiens les plus populaires de la première moitié du XXe siècle. Puis, en 1940, il est appelé à assister Francesco De Robertis pour la réalisation de SOS 103. Son amitié étroite avec Vittorio Mussolini, fils du Duce et responsable du cinéma en Italie, a été interprétée comme une possible raison pour laquelle il a été préféré à d'autres apprentis. Il convient de mentionner Fantaisie sous-marine, le court métrage expérimental tourné en 1939 pour Genepesca en utilisant uniquement deux aquariums dans sa maison de Ladispoli.

### Les années de guerre

Massimo Girotti et Michela Belmonte dans Un pilote revient (1942).

Certains auteurs décrivent le début de sa carrière comme une suite de trilogies. Son premier film en tant que réalisateur, Le Navire blanc (1941), a été sponsorisé par le centre de propagande audiovisuelle du ministère fasciste de la Marine royale, et constitue la première œuvre de la Trilogie fasciste de Rossellini, avec Un pilote revient (1942) et L'Homme à la croix (1943). Son amitié et sa collaboration avec Federico Fellini, qui fut son assistant, et Aldo Fabrizi remontent à cette période. Il fréquente la trattoria Osteria Fratelli Menghi, lieu de rencontre d'artistes peintres, des poètes, mais surtout des jeunes réalisateurs et scénaristes comme Ugo Pirro, Franco Solinas ou Giuseppe De Santis.
Lorsque le régime fasciste prend fin en 1943, juste deux mois après la libération de Rome, Rossellini travaillait déjà sur Rome, ville ouverte d'après un récit de Sergio Amidei (avec Fellini qui participa au scénario et Fabrizi qui interprétait le rôle du prêtre). Il produisit lui-même le film (la majeure partie de l'argent est venue de crédits et de prêts). Ce film dramatique n'a pas été un succès immédiat en Italie, mais plutôt un succès de retour des États-Unis et de la France, surtout après l'obtention du Grand Prix (ancêtre de la Palme d'or) lors du Festival de Cannes 1946 conjointement avec dix autres films. Rossellini entame ainsi sa Trilogie de la guerre, dont le deuxième titre est Païsa, tourné en six épisodes avec des acteurs non professionnels (Giulietta Masina y figure) entre Naples, Maiori sur la côte amalfitaine, un couvent dans les Apennins et le delta du Pô. Le troisième film de la Trilogie de la guerre est Allemagne année zéro, parrainé par un producteur français et filmé dans le secteur français de Berlin. À Berlin aussi, Rossellini aurait préféré faire jouer des acteurs non professionnels, mais n’a pu trouver de visage qui pouvait l’« intéresser ». Il plaça son appareil-photo au milieu d'une place dans le centre-ville, comme il l'avait fait pour Paisà, mais fut surpris de ne voir aucun curieux venir l'observer.
« Al fine di creare realmente il personaggio che uno ha in mente, è necessario che il regista si impegni in una battaglia con i suoi attori, che normalmente finisce con la sottomissione ai loro desideri. Siccome non voglio sprecare le mie energie in questo tipo di battaglia, io uso attori professionisti solo occasionalmente »
— Roberto Rossellini

« Afin de vraiment créer le personnage qu'on a à l'esprit, il est nécessaire pour le scénariste de s'engager dans une lutte avec son acteur qui finit habituellement par la soumission du scénariste au désir de l'acteur. Puisque je n'ai pas le désir de gaspiller mon énergie dans ce genre de lutte, j'emploie des acteurs professionnels seulement de temps en temps »
Une des raisons du succès serait, selon Rossellini, le fait qu’il a réécrit les scénarios suivant les sentiments et les histoires d’acteurs non professionnels. Les accents régionaux, les dialectes et les costumes apparaissaient dans les films comme ils étaient dans la réalité.
Après la Trilogie de la guerre, Rossellini a réalisé deux films aujourd'hui considérés comme « transitoires » : L'amore (avec Anna Magnani) et La Machine à tuer les méchants, tous deux tournés à Maiori, sur la côte amalfitaine, sur la capacité du cinéma à représenter la réalité et la vérité (rappelant la commedia dell'arte).

### Ingrid Bergman et la Nouvelle Vague
En 1948, Rossellini reçoit une lettre d'une actrice étrangère se proposant de travailler avec lui :
« Caro Signor Rossellini, ho visto i suoi film Roma città aperta e Paisà e li ho apprezzati moltissimo. Se ha bisogno di un'attrice svedese che parla inglese molto bene, che non ha dimenticato il suo tedesco, non si fa quasi capire in francese, e in italiano sa dire solo 'ti amo', sono pronta a venire in Italia per lavorare con lei. »
— Ingrid Bergman

« Cher M. Rossellini, j'ai vu vos films Rome, ville ouverte et Païsa, et les ai beaucoup appréciés. Si vous avez besoin d'une actrice suédoise qui parle très bien anglais, qui n'a pas oublié son allemand, qui n'est pas très compréhensible en français, et qui en italien ne sait dire que « ti amo », alors je suis prête à venir faire un film avec vous. »
Ce à quoi le réalisateur italien répond :
« Ho appena ricevuto con grande emozione la sua lettera che è arrivata proprio il giorno del mio compleanno come il regalo più prezioso. In verità sognavo da tempo di fare un film con lei e da questo momento farò tutto il possibile perchè questo sogno diventi realtà al più presto. Le scriverò una lunga lettera per sottoporle le mie idee. Con la mia ammirazione la prego di accettare l'espressione della mia gratitudine insieme ai miei migliori saluti. »
— Roberto Rossellini

« C’est avec beaucoup d’émotion que je viens de recevoir votre lettre : elle me parvient le jour même de mon anniversaire et en est le plus beau cadeau. Ce qui est sûr, c’est que je rêvais de faire un film avec vous et qu’à partir de maintenant je ferai tout mon possible pour que cela arrive. Je vous écrirai une longue lettre afin de vous soumettre mes idées. De concert avec mon admiration la plus fervente, je vous prie d’agréer l’expression de ma gratitude, ainsi que celle de mes sincères salutations. »

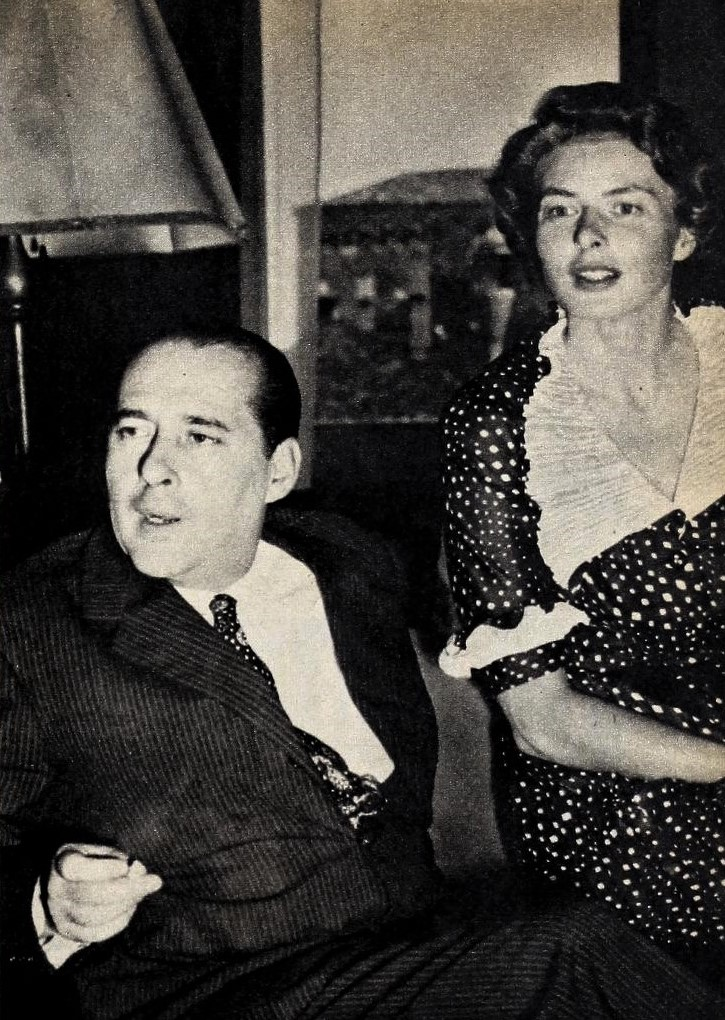
Roberto Rossellini et Ingrid Bergman en 1953.

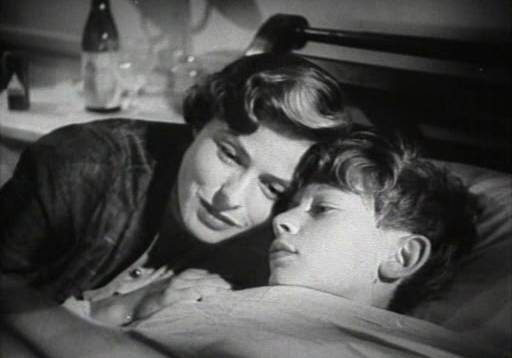
Ingrid Bergman et Sandro Franchina dans Europe 51.

Cette lettre marque le début d'une des histoires d'amour les plus populaires du monde du cinéma, entre Ingrid Bergman et Rossellini, tous deux au sommet de leur popularité. Cette liaison a provoqué un grand scandale dans les milieux du cinéma (Rossellini et Bergman étaient tous deux mariés à d'autres personnes) ; en particulier, Hollywood n'a pas pardonné au réalisateur italien d'avoir enlevé sa plus grande diva à l'industrie cinématographique américaine. Le scandale s'amplifie avec la naissance de leur premier enfant, Robertino, puis de leurs jumeaux (Isabella et Isotta).
La collaboration entre Rossellini et Bergman débute en 1949 pour Stromboli (tourné sur l'île de Stromboli, dont le volcan est entré en éruption pendant le tournage), et en 1950 pour Europe 51. En 1954, le film Voyage en Italie, âprement décrié par la critique italienne, permet à Rossellini d'entrer en contact avec les jeunes cinéphiles français qui donneront naissance à la Nouvelle Vague. C'est François Truffaut lui-même qui contacte Rossellini pour l'informer que le film est distribué en France dans une version complètement remaniée ; dès ce premier contact, Rossellini noue des relations profondes avec François Truffaut, Jean-Luc Godard, Jacques Rivette, Claude Chabrol et Éric Rohmer, alors tous critiques de la revue Cahiers du cinéma, et son influence est fondamentale dans leur passage derrière la caméra. Au cours de leur entretien, Rossellini souligne que le néoréalisme est pour lui « une position morale de laquelle on regarde le monde. Elle devient ensuite une position esthétique, mais le départ est moral ». André Bazin, fondateur de la revue, a décrit le style de Rossellini comme une esquisse, une ébauche. Ce qui caractérise le réalisateur italien, c'est en effet le manque apparent de préparation, l'absence fréquente de scénario complet ou de construction minutieuse des scènes. Le cinéma de Rossellini apparaît ainsi plus proche de la réalité où l'absence de marque stylistique est un signe de modernité,. C'est pourquoi il a été une source d'inspiration pour les cinéastes de la Nouvelle Vague,.
En 1957, Roberto Rossellini avait été désigné par le studio Fox comme réalisateur du film d'aventures maritimes L'Épouse de la mer. Les acteurs Richard Burton et Joan Collins rejoignent le projet, enthousiasmés à l'idée de travailler avec le cinéaste italien. Cependant, avant le début du tournage en Jamaïque, Rossellini, dont le scénario aurait posé des problèmes de censure, s'est retiré de la production et a été remplacé par Bob McNaught.

### Le passage du cinéma à la télévision
La première œuvre de Roberto Rossellini pour la télévision est Psychodrame en 1956, où il signe un portrait de Jacob Levy Moreno, père de la psychothérapie de groupe, et de son assistante Anne Ancelin Schützenberger. L'expérience (produite et jamais diffusée par la Radiodiffusion-télévision française) du maître du néoréalisme constitue le prototype du « Psycho-cinéma » théorisé en Amérique par Moreno qui sera réalisé et diffusé en Italie par la RAI cinquante ans plus tard avec le programme Da Storia nasce Storia (it) (1991) d'Ottavio Rosati et la réalisation télévisuelle de Claudio Bondì, élève de Rossellini.

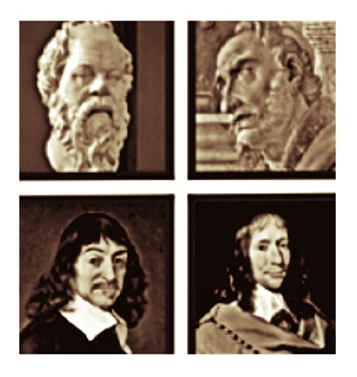
La série Les Philosophes consiste en des portraits de Socrate, Augustin d'Hippone, Descartes et Pascal.

En 1965, Rossellini explique son passage du cinéma à la télévision par le fait que cette dernière, en tant que média « froid » destiné à un public de masse, peut mieux communiquer avec le spectateur que le cinéma, considéré comme un média « chaud » et régressif. Il compare le cinéma à l'utérus, qui empêche l'expérience et protège trop le spectateur. Il considère la télévision comme un média éducatif, capable de communiquer l'histoire et de transmettre la culture plus efficacement que l'école et les livres.
Il a commencé son projet encyclopédique par la géographie, puis par l'histoire : cette dernière est fondamentale pour Rossellini car elle explique notre être, notre passé, notre présent et notre avenir. L'homme est fait d'histoire. À l'occasion d'une interview en 1966, il dit : « L'histoire humaine est merveilleuse : la vie de l'homme, une épopée extraordinaire ; le progrès, une libération exaltante. Si un artiste n'est pas excité par ces sujets, par quoi doit-il être excité ? ». Les œuvres pour la télévision se divisent en portraits de personnages (Socrate, Descartes, Pascal, Augustin d'Hippone — dans la série Les Philosophes — et Louis XIV) et en portraits d'époque (L'Ère des Médicis, Les Actes des Apôtres).
Les portraits d'époque se distinguent des premiers par le fait qu'ils sont beaucoup plus longs et plus précis, tandis que les portraits de personnages suivent une idée. À l'exception de Socrate et de L'Ère des Médicis, les événements des personnages se déroulent sur une période de 20 à 30 ans.
Ses téléfilms peuvent être considérés comme faisant partie d'un projet encyclopédique, comme si les films faisaient partie d'une même œuvre. La Prise de pouvoir par Louis XIV est le seul téléfilm qui a également été diffusé au cinéma et le seul film non doublé. Tous les films, à l'exception de celui-ci, sont doublés. Ce procédé était typique de l'après-guerre et Rossellini l'applique pour dépouiller l'acteur, le faire parler avec un livre, le priver de sentiments. Dans les films, il commence à utiliser le zoom et le plan-séquence est toujours présent comme une constante.

### Humanisme, didactisme et encyclopédisme

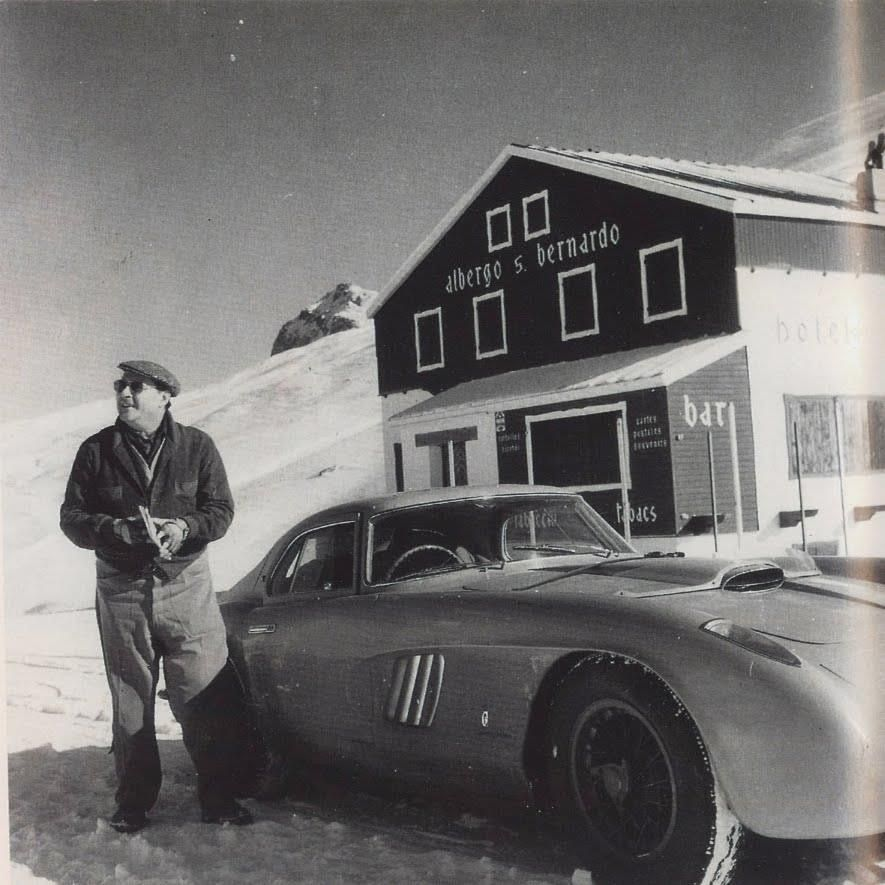
Roberto Rossellini et sa Ferrari 375 MM au col du Petit-Saint-Bernard en 1955.

Le mariage tumultueux avec Ingrid Bergman se termine en 1957, année où Rossellini effectue un long voyage en Inde à l'invitation de Jawaharlal Nehru, premier ministre indien, dont il revient avec un film pour le cinéma, Inde, terre mère, un documentaire pour la télévision, J'ai fait un beau voyage, et une nouvelle compagne, Sonali Dasgupta, scénariste de 26 ans et épouse du réalisateur Haridashan Dasgupta, qui l'a suivi en Italie avec leur jeune fils Arjun. Plus tard, Rossellini adopte le fils de Sonali, qui prend le nom de Gil et travaille avec Martin Scorsese et Sergio Leone, devenant un documentariste respecté. Rossellini et Sonali ont eu une autre fille ensemble : Raffaella Rossellini (1958-), danseuse et chorégraphe.
Dans la période qui suit immédiatement son voyage en Inde, Rossellini revient aux thèmes de la Seconde Guerre mondiale avec les films Le Général Della Rovere (pour lequel il remporte le Lion d'or du meilleur film à la Mostra de Venise ex aequo avec La Grande Guerre de Mario Monicelli) et Les Évadés de la nuit. Mais ces années-là, les recherches de l'auteur se sont cristallisées : Rossellini commence à concevoir un grand projet didactique et humaniste pour l'utilisation des médias audiovisuels. Un exemple embryonnaire de ce projet est Viva l'Italia, un film sur l'Expédition des Mille tourné en 1960, dans lequel Rossellini s'efforce de raconter l'histoire de manière objective, en respectant au maximum les documents.
Au cours de ces années, l'auteur a formalisé le projet auquel il allait consacrer le reste de sa carrière et de sa vie : une encyclopédie scientifique et didactique construite en exploitant les possibilités offertes par le développement technologique, en particulier les capacités narratives des médias audiovisuels et le potentiel de communication de la radiodiffusion télévisuelle. Son projet encyclopédique se fonde sur les vastes études que Rossellini a menées et continue de mener sur des auteurs, des philosophes et des scientifiques tels que Leon Battista Alberti, Socrate, Descartes et Comenius, qui seront au fil des ans les personnages qu'il mettra en scène dans ses films.

Roberto Rossellini en 1961.

Sa première véritable expérience est L'Âge du fer, une série télévisée en six épisodes diffusée par la RAI en 1964. Après cette première expérience, Rossellini peine à trouver des soutiens jusqu'en 1966, date à laquelle la télévision française fait appel à lui pour réaliser La Prise de pouvoir par Louis XIV, un film qui remporte un large et surprenant succès auprès du public et de la critique,.
En 1961, il réalise Vanina Vanini, une adaptation d'une nouvelle de Stendhal, avec Sandra Milo et Laurent Terzieff. En 1963, Rossellini participe au scénario des Carabiniers de Jean-Luc Godard
Entre 1968 et 1974, Rossellini s'attache à pousser le plus loin possible son projet didactique et réalise une impressionnante série de films qui tentent de couvrir de manière encyclopédique les moments clefs de l'histoire de l'évolution de la civilisation occidentale à travers l'histoire des idées et des hommes qui l'ont guidée. L'homme appréhendé n'est plus seulement appréhendé par son particularisme, mais dans sa continuité séculaire. La grande expérience de Rossellini en tant que réalisateur et sa méthode de travail inimitable lui ont permis de réaliser des films pour la télévision en seulement cinq ans (de 1969 à 1974, année de la sortie de Descartes), d'une durée totale de plus de trente heures. Ses deux derniers films (qui font également partie du projet encyclopédique) ont été réalisés pour le cinéma.
La passion et le dévouement avec lesquels Rossellini s'est engagé dans la réalisation de cet impressionnant projet humaniste l'ont amené à rechercher des méthodes alternatives de production et de distribution de films, à perfectionner sa méthode de travail dans la direction des acteurs et la mise en scène, et même à imaginer et expérimenter de nouvelles solutions techniques pour la réalisation des films (comme l'utilisation de l'« effet Schüfftan » ou du Pan-Cinor, un objectif photographique inventé en France par l'ingénieur Roger Cuvillier en 1949) et pour leur diffusion (il va jusqu'à breveter, au début des années 1970, un système de vidéo-production à cassette optique, ancêtre du magnétoscope).
De 1968 à 1974, il dirige le Centro sperimentale di cinematografia. Auteur à vocation multimédia (il répétait obstinément qu'il n'était pas cinéaste, à la fois pour se démarquer de l'industrie cinématographique dans laquelle il ne s'était jamais senti à l'aise et pour ne pas être enfermé dans une catégorie), outre le cinéma et la télévision, il a mis en scène de nombreuses pièces de théâtre et écrit plusieurs ouvrages documentaires. En 1970 il mit en scène Anne Caprile (qui fut son interprète dans Socrate dans le rôle de Xanthippe, puis dans Blaise Pascal dans le rôle de Michèle Martin) et Roger Hanin dans la pièce Les Guss jouée au Théâtre du Vieux-Colombier.
En 1974, il réalise pour le grand écran L'An un et en 1975, Le Messie, ce dernier demeurant, de l'aveu même du réalisateur, inachevé, bien qu'il connut une diffusion en salles.

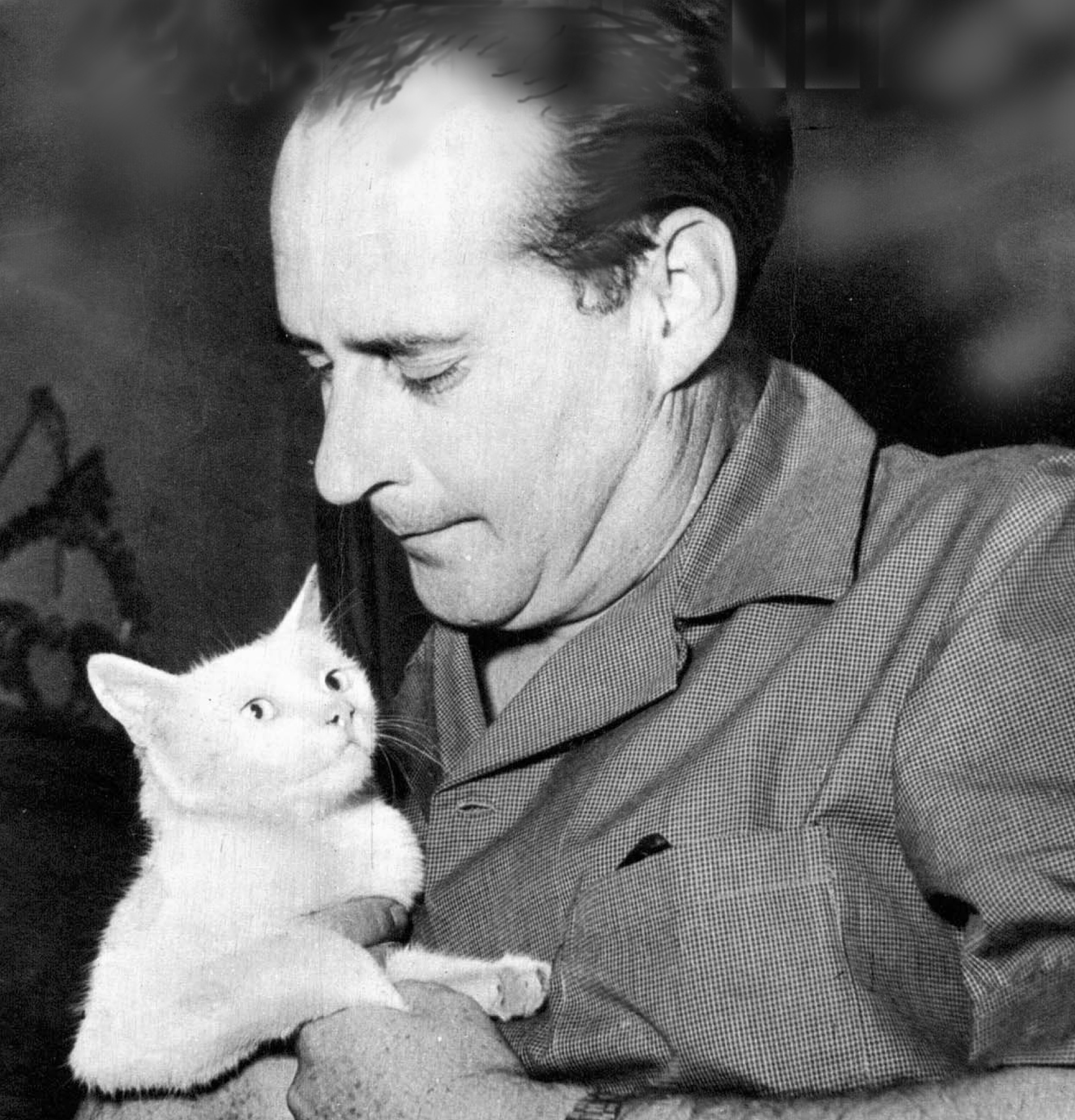
Roberto Rossellini et son chat en 1952.

En 1977, il tourne Le Centre Georges Pompidou, un film sur le Centre national d'art et de culture Georges-Pompidou, son tout dernier film,, et accepte la présidence du jury au Festival de Cannes (qui accordera la Palme d'or à « un petit film d'auteur sans argent » : Padre padrone des Frères Taviani).

### Vie privée
En 1934, Rossellini épouse Assia Noris, une actrice russe qui travaille dans le cinéma italien, ; le mariage est annulé en 1936. Le 26 septembre 1936, il épouse Marcella De Marchis, une costumière avec laquelle il collabore même après la fin de leur mariage. De Marchis et Rossellini ont eu deux fils : Marco Romano (né le 3 juillet 1937 et mort d'une appendicite en 1946) et Renzo (né le 24 août 1941). Rossellini et De Marchis divorcent en 1950.
En 1949, pendant le tournage de Stromboli (sorti en 1950), Rossellini a eu une liaison avec Ingrid Bergman (alors mariée à Petter Lindström). Le même mois que la sortie du film, Bergman donne naissance à un garçon, Renato Roberto Ranaldo Giusto Giuseppe (« Robin ») Rossellini (né le 2 février 1950). Une semaine après la naissance de leur fils, Bergman divorce de Lindström et épouse Rossellini au Mexique,. Le 18 juin 1952, elle donne naissance à leurs filles jumelles Isabella Rossellini et Isotta Ingrid Rossellini,. Dans leur couple, Rossellini fait preuve d'une jalousie excessive et d'un désir de contrôle total sur Bergman (il lui interdit, entre autres, de rencontrer sa fille de son premier lit Pia Lindström). Rossellini était également connu pour sa personnalité difficile et ses fréquentes sautes d'humeur ; craignant que Bergman ne veuille se remettre avec Lindström au début de leur liaison, il les menaça toutes les deux d'écraser sa voiture contre un arbre ou de se tuer avec un revolver,,. Dans sa jeunesse, les parents de Rossellini, pour des raisons inconnues, l'ont placé dans un établissement psychiatrique et, selon certaines sources, il a souffert sporadiquement d'une forme légère de trouble psychique jusqu'à la fin de sa vie. Bergman a été mise en garde contre une relation avec lui par le réalisateur Leo McCarey. Il avait des accès d'agressivité ; lors d'un accès de colère, il a jeté Bergman, qui essayait de l'étreindre et de le calmer, contre un mur — comme elle l'a rappelé : « Même en s'approchant de lui, on risquait sa vie ». Il lui arrive également de la gifler. Il était connu pour son mode de vie prodigue et désorganisé ; il n'accordait que peu d'attention aux finances, ce qui a entraîné des difficultés dans le mariage, et les agents de recouvrement réquisitionnaient souvent les meubles pour couvrir les dettes. Il organisait des fêtes somptueuses et possédait plusieurs voitures de course coûteuses, ce qui était à l'opposé de la méthodique et ordonnée Bergman. Selon des amis journalistes, elle était dominée par son mari à tel point qu'elle devenait totalement soumise en sa présence et avait peur de dire ce qu'elle pensait. Bien qu'on lui ait conseillé de demander le divorce, elle a rejeté cette possibilité, de peur que le tribunal n'accorde la garde des enfants au père. Il parlait avec dédain de leur vie intime et qualifie Bergman de « femme sans passion ». En retour, elle lui reprochait de ruiner sa carrière cinématographique,,. Rossellini interdisait à Bergman de faire des films avec un autre réalisateur que lui. Lorsqu'elle outrepasse cette règle et revient au cinéma américain avec le rôle principal d'Anastasia (1956), Rossellini, ne pouvant l'accepter, exige une séparation et emmène ses trois enfants en Italie.
En 1957, Rossellini a eu une liaison avec la scénariste bengalie Sonali Dasgupta (née Senroy), et peu après, Bergman et Rossellini se sont séparés,,,. Rossellini s'enfuit avec Dasgupta en 1957, alors qu'elle a 27 ans et qu'elle est elle-même mariée au cinéaste indien Harisadhan Dasgupta. Il adopte son jeune fils Arjun, rebaptisé Gil Rossellini (23 octobre 1956 - 3 octobre 2010), qui devient producteur de films à New York. Rossellini et Dasgupta ont eu une fille, Raffaella Rossellini (née en 1958), qui est actrice et mannequin,.
En 1973, Rossellini quitte Dasgupta pour la productrice Silvia D'Amico Bendicò, mais il reste marié à Dasgupta jusqu'à sa mort.
Il était connu pour être coureur de jupons et il a en outre eu des liaisons avec Anna Magnani, Liliana Castagnola, Marilyn Buferd et Roswita Schmidt,.

### Politique mondiale
Avec Albert Einstein, Rossellini a été l'un des parrains de la Convention mondiale des peuples (CMP), également connue sous le nom d'Assemblée constituante mondiale des peuples (ACMP), qui s'est tenue en 1950-1951 au Palais électoral, à Genève, en Suisse,.

### Mort

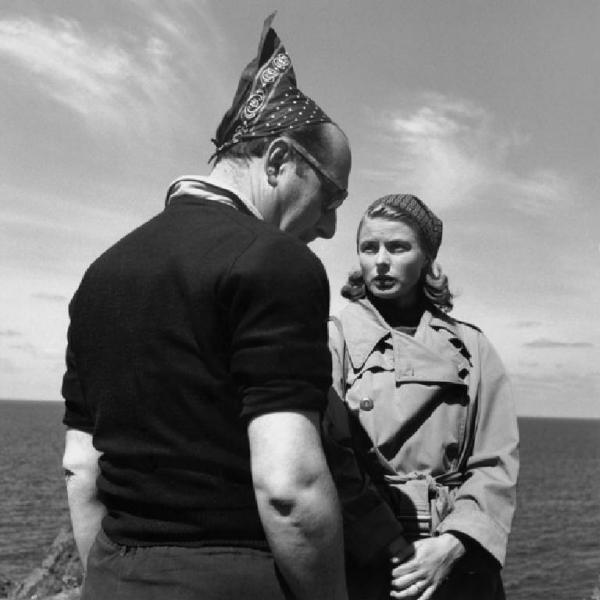
Rossellini et Bergman sur le plateau de Stromboli en 1949.

Il meurt à Rome le 3 juin 1977 des suites d'un infarctus. La chambre funéraire est installée dans la Casa della Cultura, Largo Arenula 26 ; les funérailles sont filmées par la Rai avec une caméra noir et blanc dans l'église San Carlo ai Catinari après trois jours, en présence des autorités institutionnelles, dont le président de la Démocratie chrétienne, Aldo Moro. Il est enterré au cimetière de Verano à Rome.

## Postérité
Un concours international doté d'un Prix Roberto-Rossellini se déroule annuellement à Maiori (Campanie, 50 km au sud de Naples) ; il est destiné exclusivement à des jeunes étudiants en cinématographie, de nationalité indifférente, ayant fréquenté, pendant une période d'au moins deux ans, une école de cinéma reconnue, un cours de licence universitaire ou de formation professionnelle avec option spectacle,. Il existe également un Prix Roberto-Rossellini en marge du Festival de Cannes depuis 1985, présidé par Isabella Rossellini.
Certains documents cinématographiques et papiers personnels de Rossellini sont conservés dans les archives cinématographiques de l'Université Wesleyenne, auxquelles les chercheurs et les experts des médias du monde entier peuvent avoir accès. Renzo, le fils de Rossellini, produit l'Encyclopédie audiovisuelle de l'histoire de Roberto Rossellini, une collection multimédia contenant toutes les œuvres de Rossellini, des interviews et d'autres documents provenant des archives de Rossellini. L'encyclopédie existe sous forme de prototype depuis 2011.

## Filmographie

### Réalisateur de cinéma

#### Courts métrages
- 1936 : Daphne
- 1937 : Prélude à l'Après-midi d'un faune
- 1938 : Fantaisie sous-marine (Fantasia Sottomarina)[89]
- 1939 : Thérèse la Vive (La vispa Teresa)
- 1940 : Le Dindon insolent (Il tacchino prepotente)[90]
- 1941 : Le Ruisseau de Ripasottile (Il ruscello di Ripasottile)

#### Longs métrages
- 1941 : Le Navire blanc (La nave bianca)
- 1942 : Un pilote revient (Un pilota ritorna)
- 1943 : L'Homme à la croix (L'uomo dalla croce)
- 1945 : Rome, ville ouverte (Roma, città aperta)
- 1946 : Païsa (Paisà)
- 1946 : La Proie du désir (Desiderio) (commencé par Rossellini en 1943 sous le titre Scalo merci et terminé en 1946 par Marcello Pagliero)
- 1948 : Allemagne année zéro (Germania anno zero)
- 1948 : L'amore
- 1950 : Stromboli (Stromboli terra di Dio)
- 1950 : Les Onze Fioretti de François d'Assise (Francesco, giullare di Dio)
- 1952 : La Machine à tuer les méchants (La macchina ammazzacattivi)
- 1952 : Les Sept Péchés capitaux (I sette peccati capitali), segment L'Envie (L'invidia)
- 1952 : Europe 51 (Europa '51)
- 1953 : Nous les femmes (Siamo donne), segment Ingrid Bergman
- 1954 : Où est la liberté ? (Dov'è la libertà?)
- 1954 : Voyage en Italie (Viaggio in Italia)
- 1954 : La Peur (Angst)
- 1954 : Jeanne au bûcher (Giovanna d'Arco al rogo)
- 1954 : Amours d'une moitié de siècle (Amori di mezzo secolo), segment Napoli 43
- 1957 : Inde, terre mère (India Matri Buhmi)
- 1959 : Le Général Della Rovere (Il generale Della Rovere)
- 1960 : Les Évadés de la nuit (Era notte a Roma)
- 1961 : Viva l'Italia
- 1961 : Vanina Vanini
- 1962 : Âme noire (Anima nera)
- 1963 : Rogopag, segment La Virginité
- 1974 : L'An un (Anno uno)
- 1976 : Le Messie (Il Messia)

### Réalisateur de télévision
- 1959 : J'ai fait un beau voyage (L'India vista da Rossellini), documentaire
- 1961 : Turin et le premier centenaire de l'unité italienne (Torino ha cent’anni)
- 1962 : Benito Mussolini
- 1964 : L'Âge du fer (L'età del ferro)
- 1967 : Idée d'une île (Idea di un'isola)[91]
- 1967 : La Prise de pouvoir par Louis XIV, pour l'ORTF, également exploité en salles
- 1968 : Les Actes des Apôtres (Atti degli apostoli)
- 1970 : Socrate (série Les Philosophes)
- 1970 : La Lutte de l'homme pour sa survie (La lotta dell'uomo per la sua sopravvenza)
- 1971 : La Force et la Raison : Entretien avec Salvador Allende (Intervista a Salvador Allende: la forza e la ragione), coréalisé avec Emidio Greco[92]
- 1971 : Rice University
- 1971 : Blaise Pascal, avec Pierre Arditi (série Les Philosophes)
- 1972 : Augustin d'Hippone (Agostino d'Ippona ; série Les Philosophes)
- 1973 : L'Ère des Médicis (L'età di Cosimo de Medici) (autre titre : L'Âge de Cosme de Médicis)
- 1974 : Descartes (Cartesius ; série Les Philosophes)
- 1974 : La Population mondiale (A Question of People), réalisé en fait par Beppe Cino « From filming by Roberto Rossellini »
- 1974 : Concert pour Michel-Ange (Concerto per Michelangelo)
- 1977 : Le Centre Georges Pompidou (Beaubourg)[93]

### Scénariste
- 1937 : La fossa degli angeli de Carlo Ludovico Bragaglia
- 1938 : Luciano Serra, pilote (Luciano Serra pilota) de Goffredo Alessandrini
- 1963 : Les Carabiniers de Jean-Luc Godard
- 1967 : La Lutte de l'homme pour sa survie (La lotta dell'uomo per la sua sopravvivenza), série télévisée de Renzo Rossellini

## Publications
- Un esprit libre - ne doit rien apprendre en esclave, Fayard, Paris, 1977
- Fragments d'une autobiographie, Ramsay, Paris, 1987
- Le Cinéma révélé, édité et préfacé par Alain Bergala, Cahiers du cinéma, Paris, 1984 (réédition 2006)
- Rossellini et Adriano Aprà, La Télévision comme utopie, Cahiers du cinéma, Paris, 2001

## Distinctions
- 1946 : Grand Prix au Festival de Cannes pour Rome, ville ouverte
- 1947 : Ruban d'argent du meilleur réalisateur pour Païsa
- 1948 : Grand Prix et Prix du meilleur scénario au Festival international du film de Locarno pour Allemagne année zéro
- 1948 : NBR Award du meilleur réalisateur pour Païsa
- 1950 : NYFCC Award du meilleur film étranger pour L'amore
- 1950 : Kinema Junpo Award du meilleur film étranger pour Païsa
- 1952 : Grand Prix International de Venise à la Mostra de Venise pour Europe 51
- 1959 : Lion d'or à la Mostra de Venise pour Le Général Della Rovere
- 1959 : Prix de l'OCIC à la Mostra de Venise pour Le Général Della Rovere
- 1960 : Ruban d'argent du meilleur réalisateur pour Le Général Della Rovere